# Les branchés à Saint-Tropez
Les branchés à Saint-Tropez is een Franse erotische komediefilm uit 1983. Door het succes zijn er twee vervolgen gemaakt, Deux Enfoirés à Saint-Tropez (1986) en On se calme et on boit frais à Saint-Tropez (1987). De Nederlandse actrice Annemieke Verdoorn heeft een bijrol in de film.

## Synopsis
Twee Parijse koppels gaan op vakantie in Saint-Tropez. Ze komen in allerlei verleidingen terecht en de villa waarin ze verblijven blijkt eigendom van een crimineel.

## Rolverdeling
| Acteur         | Personage      |
| -------------- | -------------- |
| Yves Thuillier |                |
| Xavier Deluc   |                |
| Olivia Dutronc |                |
| Marcel Gassouk | politieman     |
| Ticky Holgado  | Ticky          |
| Andrée Damant  | Madame Bardaut |